# سیارک ۱۹۵۱۸
سیارک ۱۹۵۱۸ (به انگلیسی: 19518 Moulding، نامگذاری:1998VZ13) نوزده هزار و پانصد و هجدهمین سیارک کشف شده‌است که در ۱۰ نوامبر ۱۹۹۸ کشف شد.
قدر مطلق سیارک برابر ۲۰.۴ است.